# Entomacrodus marmoratus
El borracho marmóreo es la especie Entomacrodus marmoratus, de la familia de los blénidos, peces marinos incluida en el orden Perciformes. Su nombre de marmóreo viene de su aspecto como de mármol, por su color de parches de camuflaje.

## Hábitat natural
Es un pez marino tropical, que vive pegado al fondo demersal, en un rango de profundidad de menos de 1 metro, muy superficial.
Se distribuyen por el este del océano Pacífico central, fundamentalmente circunscrito a Hawái.

## Morfología
De cuerpo similar a todos los de su familia, de tamaño pequeño con una longitud máxima descritaq de 15 cm.

## Comportamiento
Los adultos son bentónicos, sobre todo en las coptas rocosas expuestas al oleaje, del que se protegen escondiéndose en grietas de las rocas. Se alimentan de algas, detritus y pequeños invertebrados.
Reproductivamente son ovíparos; los huevos son demersales y adhesivos, y están unidos al sustrato a través de una almohadilla adhesiva filamentosa; las larvas que salen son planctónicas y flotan en aguas poco profundas.

## Utilización
Es cotizado como pez de acuario marino y bien comercializado para este fin.